# Джизан (город)
Джиза́н (араб. جازان‎) — город в Саудовской Аравии. Является центром одноимённого административного округа. Население — 120 000 чел. (2009), 105 198 чел. (2013).

## География
Джизан находится на юго-западе Саудовской Аравии, возле границы с Йеменом, на берегу Красного моря, напротив островов Фарасан.
Климат очень жаркий и засушливый (пустынный). Рельеф местности вокруг Джизана характеризуется резкими перепадами — от высоких гор до плодородных долин, где выращивают различные сельскохозяйственные культуры.
| Показатель | Янв. | Фев. | Март | Апр. | Май  | Июнь | Июль | Авг. | Сен. | Окт. | Нояб. | Дек. | Год  |
| --- | ---- | ---- | ---- | ---- | ---- | ---- | ---- | ---- | ---- | ---- | ----- | ---- | ---- |
| Абсолютный максимум, °C | 39   | 39   | 39   | 41   | 44   | 48   | 49   | 48   | 42   | 43   | 39    | 38   | 49   |
| Средний суточный максимум, °C | 29,7 | 30,6 | 32,3 | 34,6 | 37,1 | 37,9 | 37,2 | 37,2 | 36,8 | 36,2 | 33,0  | 31,4 | 34,5 |
| Средняя температура, °C | 25,7 | 26,5 | 28,0 | 30,0 | 32,3 | 33,6 | 33,4 | 33,3 | 32,4 | 31,0 | 28,2  | 26,5 | 30,1 |
| Средний суточный минимум, °C | 21,8 | 22,5 | 23,8 | 25,4 | 27,6 | 29,3 | 29,6 | 29,4 | 28,0 | 25,8 | 23,5  | 21,6 | 25,7 |
| Абсолютный минимум, °C | 15   | 9    | 16   | 11   | 19   | 20   | 21   | 17   | 20   | 19   | 14    | 17   | 9    |
| Норма осадков, мм | 11   | 5    | 6    | 8    | 7    | 1    | 8    | 19   | 8    | 8    | 13    | 12   | 106  |
| Источник: Gizan, Saudi Arabia. Voodoo Skies. Дата обращения: 23 октября 2013. Архивировано 6 июня 2015 года., Climate: Jizan - Climate graph, Temperature graph, Climate table. Climate-Data.org. Дата обращения: 23 октября 2013. Архивировано 3 декабря 2013 года. |      |      |      |      |      |      |      |      |      |      |       |      |      |

## История
Прежнее название города — Ат-Тихама (образовано от названия местности Тихама). До 1910 года входил в состав Османской империи. С 1910 по 1934 гг. — в составе независимого государства Асир. В 1934 году, вместе с Асиром, вошёл в состав саудовского королевства. С 1960-х годов Йемен предъявляет территориальные претензии к Саудовской Аравии на данные земли.

## Экономика

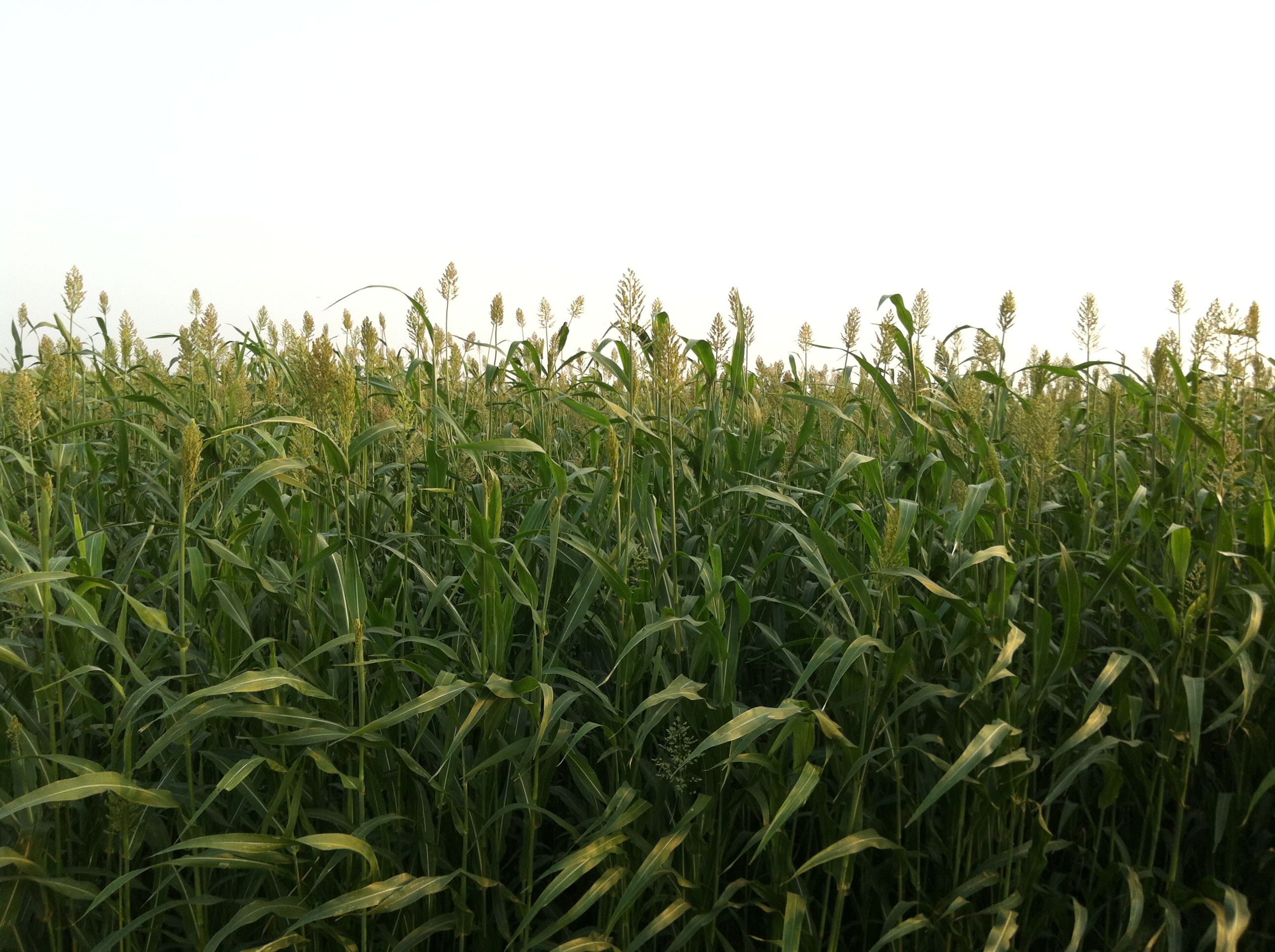
Плантации сорго поблизости от Джизана.

В Джизане имеется морской порт и аэропорт. В окрестностях города выращивают пшеницу, рис, ячмень, просо и сорго, а также манго, фиговое дерево и папайю. Местный сельскохозяйственный регион является одним из самых значимых в стране и поддерживается правительством Саудовской Аравии.
В Джизане есть восточный базар и остатки старинного османского форта, привлекающие внимание туристов.
С другими городами страны Джизан связан автомобильными дорогами, например, с Абхой (200 км на север). Ещё одна дорога ведёт к границе с Йеменом (60 км на юго-восток).

## Население
Этнический состав местного населения довольно пёстрый. Помимо коренного этноса — арабов, численно преобладающих здесь, проживают также эритрейцы, сомалийцы и другие африканские народы.
Языком коренного населения является йеменский арабский, однако иммиграция из других районов страны привела к тому, что всё бо́льшую роль в городе играет недждийский диалект.